# Назарово (Баймацький район)
Наза́рово (рос. Назарово, башк. Наҙар) — присілок у складі Баймацького району Башкортостану, Росія. Входить до складу Мукасовської сільської ради.
Населення — 3 особи (2010; 17 в 2002).
Національний склад:
- башкири — 100%